# روابط ایران و بلژیک

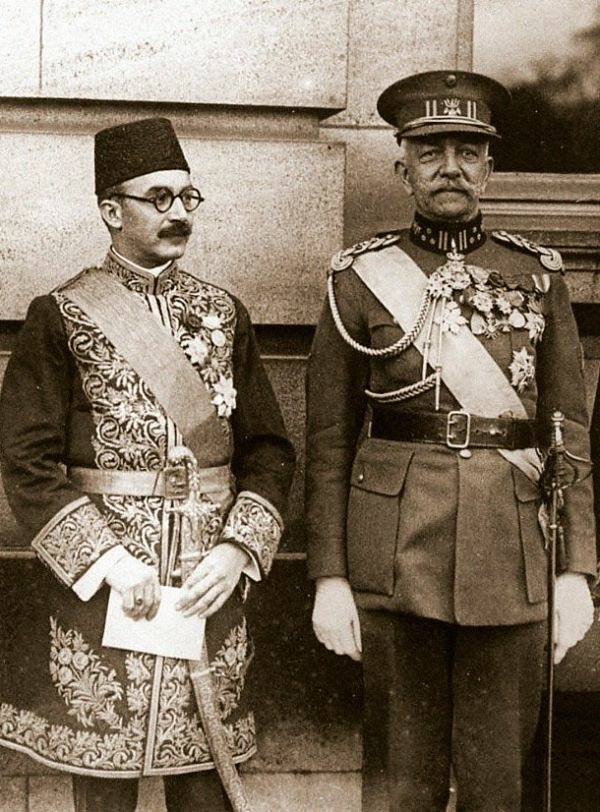
علی اکبر بهمن، وزیر مختار ایران در بلژیک به همراه استوارنامه‌اش در مقابل کاخ سلطنتی بروکسل به همراه ژنرال آلبرت بارون دو روی دو بلیکوی، دستیار افتخاری پادشاه آلبرت اول بلژیک، ۱۹۲۱.

روابط ایران و بلژیک به مجموعه روابط تجاری، فرهنگی و سیاسی ایران و بلژیک گفته می‌شود که از اواخر حکومت قاجار شکل گرفت و تا به امروز، ادامه یافته‌است.

## تاریخچه

### دوره مظفرالدین‌شاه
در اواخر سده ۱۳ (اواخر سده ۱۹ (میلادی))، بلژیک به دنبال دستیابی به مواد اولیه برای صنایع خود بود. از این رو، در آفریقا و آسیا به دنبال سرزمین‌هایی غنی از مواد اولیه بود. از ای نرو در آفریقا، به کنگوی بلژیک مسلط شد و در آسیا نیز متوجه ایران گشت. اولین اقدام بلژیکی‌ها، اعزام تعداد زیادی مستشار به ایران بود تا بتوانند با ساماندهی و نظرم امور داخلی ایران، شرایط یک ارتباط بازرگانی مناسب را فراهم آورند. نخستین گروه از مستشاران را سه مأمور بلژیکی تشکیل می‌دادند که در ۲۵ اسفند ۱۲۷۶ به تهران وارد شدند و مأموریت آنها، ساماندهی گمرک جنوب ایران و ریشه‌کن ساختن فساد گسترده در دستگاه اداری ایران و تربیت نیروی انسانی کاردان و متخصص بود. موفقیت چشمگیر این ۳ نفر موجب شد که میرزا علی امین‌الدوله تلگرافی به بلژیک ارسال کند و درخواست تعداد بیشتری مستشار را نماید. دولت ایران، از مستشاران بلژیکی، نه تنها در امور گمرکی بهره می‌جست، بلکه در مبارزه با طاعون توسعه پست و همچنین اصلاح اراضی و مقابله خوانین محلی نیز از همکاری آنان استفاده می‌کرد. سرپرستی تمام مستشاران بلژیکی را فردی به نام ژاک ژوزف مورنارد (به بلژیکی: Jacques Joseph Mornard) بر عهده داشت. قانون اساسی مشروطه ایران نیز که نخستین قانون اساسی در ایران است، در این دوره و با اقتباس از قانون اساسی کشور بلژیک، تنظیم و تدوین شد. انضباط و پاک‌دستی بلژیکیها، موجب دشمنی و کارشکنی برخی شاهزادگان قاجار را فراهم آورد. همچنین کارشکنی روس‌ها و بریتانیایی‌ها و همچنین قرارداد قرارداد سن پترزبورگ، موجب اخلال و عدم موفقیت کامل اصلاحات بلژیکی‌ها شد. در نهایت، با وقوع انقلاب مشروطه، بلژیکی‌ها که شرایط را برای ادامه حضور در ایران مساعد نمی‌دیدند، ایران را ترک کردند.

### از مشروطه تا جنگ جهانی دوم
با بهبود امنیت در ایران و حکم‌فرما شدن آرامشی نسبی، مورنارد با جلب اعتماد مجدد ایرانیان، توانست در سال ۱۳۳۱ (۱۹۱۳ (میلادی)) با مأمورانی جدید به ایران بازگردد. این افراد که با خانواده‌های خود ایران آمده بودند، جمعیتی چند صد نفری را شامل می‌شدند. اما با شروع جنگ جهانی اول و اشغال ایران در خلال این جنگ توسط روس‌ها، مأمورانی که در نواحی شمالی ایران مشغول به کار بودند، به بلژیک بازگشتند. از این زمان به بعد، هیچگاه حضور بلژیکی‌ها همچون گذشته پرتعداد نبود و فعالیت آنها، به اداره گمرکات و پست، محدود شد. بلژیکی‌ها با وجود آنکه از رقبای جدیدی در داخل ایران مورد فشار بودند که شامل آمریکایی‌های شاغل در سازمان خزانه و مالیه و همچنین سوئدی‌های شاغل در ژاندارمری ایران بودند، تا شروع جنگ جهانی دوم، همواره در صدد بهبود و نوسازی اوضاع گمرکات و پست ایران بودند.

### دوره پهلوی دوم
با روی کار آمدن محمدرضا پهلوی، مناسبات دوجانبه، سیر آرامتری را پیمود و روابط دوجانبه، بیشتر در حوزه انتقال فناوری معطوف بود.

### حکومت جمهوری اسلامی
از جمله رویدادهای مهم در این دوره، بازگشایی اتاق بازرگانی و صنایع ایران و بلژیک در سال ۱۳۶۵ در تهران است.

## مناقشات
از جمله مناقشات به وجود آمده در روابط دو کشور، موضوع صدها شیء تاریخی ربوده شده از ایران به بلژیک بود. در سال ۱۳۴۴ زنی فرانسوی‌الاصل به نام وولف کاریوس که همسر یک ایرانی شده و گذرنامه ایرانی دریافت کرده بود، تعداد ۳۴۹ قطعه شیء تاریخی که از گورستان باستانی خوروین کشف شده بود (۲۲۱ شیء سفالی و ۱۲۸ شیء برنزی) و متعلق به اوایل هزاره اول پیش از میلاد بود را به مرور از ایران خارج کرده بود.
دولت وقت ایران در سال ۱۳۶۰، با اطلاع از این موضوع، طرح شکایتی در دادگاه‌های بلژیک را آغاز کرد و یکسال بعد، دادگاهی در بلژیک، دستور توقیف این اشیاء را صادر کرد ولی با اصرار وولف ملکی، دادگاه بلژیک، اعلام رأی را تا جمع‌آوری مستندات بیشتر، به تعویق انداخت و این اشیاء را تا زمان اعلام رأی دادگاه، نزد موزه سینکانتنیر به امانت گذاشت. شکوائیه دولت ایران در خلال سال‌ها، بارها شکست خورد ولی در نهایت، دادگاه لیژ، رأی به نفع دولت ایران داد و دولت یازدهم ایران، توانست در ۴ دی ۱۳۹۳، این اشیاء را به ایران بازگرداند. مسعود سلطانی‌فر، رئیس وقت سازمان میراث فرهنگی، صنایع دستی و گردشگری ایران، با حضور در فرودگاه امام خمینی، شخصاً مأموریت انتقال این اشیاء که در ۱۳ جعبه بسته‌بندی شده‌بودند و بنا بود به موزه ملی ایران تحویل داده شوند را سرپرستی کرد.